# Atápakua
El atápacua o atápakua es una preparación culinaria similar a un mole (salsa espesa), típica de la gastronomía michoacana, en México, en la que se guisan carnes y verduras. Se trata de un plato fuertemente aromatizado. Es originario del pueblo p'urhépecha y comúnmente se sirve en los funerales.
Se dice que es de origen prehispánico y que en idioma p'urhépecha su nombre significaría algo como «guiso nutritivo y picante que sustenta la vida».

## Preparación
Primeramente, se asan en un comal los tomates verdes, también llamados tomatillos o miltomates, la cebolla, los dientes de ajo y el chile serrano (si se usa este chile), y se martajan en el molcajete o se licúan junto con el cilantro. Se le agrega también un poco de masa, porque ayuda a espesar y a ligar toda la salsa. De pendiendo de si se usa chile guajillo o chile serrano, la salsa atápakua puede ser roja o verde.
En una cazuela, que tradicionalmente es de barro, se vierte lo licuado y se lleva a hervor. Con el cuchillo, se desgrana una mazorca de elote y se agrega al caldo. Opcionalmente pero muy recomendable, se agrega también unas ramitas de hierbabuena fresca.

## Variantes
- Atápakua de cerdo o de cuchi[5]
- Atápakua de pollo, siendo esta la más típica.
- Atápakua de charales, un tipo de pez de agua dulce y pequeño tamaño
- Atápakua de nopales
- Atápakua de queso con chile[6]
- Atápakua de talpanal, larvas de avispa que construye su panal bajo tierra.[7][8]
- Shandukata, variante vegetariana del atápakua que se elabora con calabacita, elote, hongos y otros.[9]
- Xurhuri Atápakua, con semillas de algodón, típico de la desaparecida comunidad de Paricutín.[7]